# Georges Mauco
Pour les articles homonymes, voir Mauco.
Georges Adrien Mauco, né le 16 avril 1899 à Paris et mort le 10 mai 1988 dans la même ville, est un démographe et psychanalyste français. Il est secrétaire général du Haut Comité consultatif de la population et de la famille de 1945 à 1970.

## Biographie
Georges Mauco est le fils d'un garçon de café devenu propriétaire. Il est élevé à la campagne. Il est mobilisé en 1918 dans l'armée d'Orient, et est démobilisé avec le grade de maréchal des logis. Après la guerre, Georges Mauco fait une licence d'histoire à la faculté de lettres de Paris. Il obtient un poste de maître d'internat à l'école normale des instituteurs de la Seine. Il s'intéresse à la pédagogie psychanalytique et lit à cet effet l'œuvre de René Spitz, ce qui l'amènera à entreprendre une analyse avec René Laforgue.

### Démographe
En 1932, Georges Mauco soutient une thèse de doctorat intitulée Les Étrangers en France. Leur rôle dans la vie économique. Dans celle-ci, « il s'attache à décrire minutieusement l'évolution des flux d'immigration en France au cours des années récentes, leur répartition territoriale, professionnelle et par nationalité », tout en évaluant les « problèmes de l'immigration » et le « degré d'assimilabilité » des immigrés selon leur origine ethnique. La thèse, — saluée unanimement, à droite comme à gauche, pour sa qualité —, est publiée l'année-même et lui permet d'obtenir le prix de la meilleure thèse décernée par l'hebdomadaire Candide. Il y développe des théories racistes et des préjugés participant à la brutalisation des étrangers, notamment des immigrés italiens.
En 1935, Mauco intègre le secrétariat général du Comité d'études du problème des étrangers, à la demande de son fondateur, Henry de Jouvenel. À la mort de Jouvenel, Adolphe Landry, l'un des trois vice-présidents du comité (avec René Martial et William Oualid) fonde alors le Comité français de la population, dont Mauco devient le secrétaire général. Lorsque Landry est élu à la présidence de l'Union scientifique internationale de la population, Mauco devient également secrétaire général de cette instance, et ce jusqu'en 1953.
Au début de l'année 1938, Mauco est nommé membre du cabinet de Philippe Serre, lorsque celui-ci est d'abord sous-secrétaire d'État au Travail du 22 juin 1937 au 14 janvier 1938, puis du 13 mars au 8 avril 1938 et sous-secrétaire d'État chargé des services de l'immigration et des étrangers du 18 janvier au 10 mars 1938.

### Engagements politiques
Dans les années 1930, Mauco adhère au Parti populaire français (PPF). En 1940, dans un article intitulé « Révolution 1940 », il s'attaque au libéralisme, qui « pénalise lourdement la famille et la race » au profit de l'individu, et à la démocratie, qui favorise selon lui le « développement de l'esprit de calcul » et qui « cultive l'individualisme, une capillarité sociale stimulée par le désir inapaisable de plus de jouissance et de considération, aboutissait à la mort lente de la France ». Contre cette démocratie libérale, il voit la révolution fasciste d'un bon œil : « le fascisme fait la révolution socialiste dans l'ordre, le communisme le fait dans la destruction et la ruine générale ». 
Les travaux de Patrick Weil soulignent que Mauco soutient implicitement la politique antisémite de Vichy. Durant l'Occupation, il collabore notamment à L'Ethnie française, dirigée par le collaborationniste George Montandon. 
Georges Mauco tient des propos racistes, méprisant notamment les réfugiés arméniens durant l'Occupation. Il écrit en 1937 que « parmi la diversité des races étrangères en France, il est des éléments pour lesquels l'assimilation n'est pas possible » et dresse un classement par nationalité de l'assimilation selon une note sur 10. Il établit alors que les Arabes sont les moins assimilables alors que les Belges sont les plus assimilables, devant les Suisses, les Italiens, les Espagnols et les Polonais. Il désigne également les réfugiés comme ceux appartenant aux ethnies les moins désirables du fait du caractère subi de leur migration.

### Entrée dans la Résistance
Georges Mauco démissionne du PPF le 4 novembre 1942, puis se rapproche de la Résistance. Au début de 1944, il rejoint le groupe FFI Foch-Lyautey et participe à la libération du quartier d'Auteuil, à Paris.

### Secrétaire général du  Haut Comité consultatif de la population et de la famille (1945-1970)
Georges Mauco échappe à l'épuration, malgré ses prises de position racistes et antisémites et les articles publiés dans L'Ethnie française, grâce à ses relations avec le général de Gaulle. Celui-ci le nomme secrétaire au Haut Comité consultatif de la population et de la famille. L'instance est notamment chargée de participer à la rédaction de l'ordonnance du 2 novembre 1945 sur l'entrée et le séjour des étrangers encourageant une immigration sélective. Considéré comme une « expert scientifique », Mauco encourage notamment la limitation de l'entrée de « Méditerranéens » et « Orientaux » au profit des « Nordiques ».

### Activités de psychanalyste
Georges Mauco ayant fait une analyse après la Première Guerre avec René Laforgue dans le cadre de la Société psychanalytique de Paris, lorsque Laforgue est mis en cause après 1944 pour son attitude durant la guerre et ses tentatives de collaboration avec l’Institut Göring de Berlin contrôlé par les nazis, Georges Mauco prend son parti, indiquant que, selon lui, l'épuration dont sont victimes plusieurs psychanalystes est due à de la « jalousie professionnelle » et que Laforgue serait accusé par des personnes qu'il avait aidées. Il ajoute que « Les Juifs ayant connu l'angoisse et le refoulement de leur agressivité » se montrèrent « particulièrement inquisiteurs » et il indique que les membres de la SPP demandant l'épuration de Laforgue étaient surtout formés de « juifs particulièrement hostiles aux collaborateurs ou jugés comme tels, et certains même communistes actifs ».
À propos des éléments idéologiques qui séparent la Société psychanalytique de Paris et la Société française de psychanalyse, Élisabeth Roudinesco évoque « les manifestations inconscientes de judéophobie et d'anti-internationalisme » de Georges Mauco et d'autres, au sein de la Société psychanalytique de Paris, tout en indiquant leur moindre prégnance par rapport aux conflits d'avant-guerre.
Georges Mauco impulse la création du centre psychopédagogique qui dépend du lycée Claude-Bernard, avec le soutien de Lucien Bonnafé et de Louis Le Guiland, puis en partenariat avec Juliette Favez-Boutonier, qui en prend la direction médicale, et André Berge. Cela l'amène, en 1951, à prendre la défense de la psychologue et psychanalyste Margaret Clark-Williams, qui travaille avec lui au CMPP Claude-Bernard, lorsque celle-ci est poursuivie en justice par l'ordre des médecins sous l'accusation d'exercice illégal de la médecine. 
Georges Mauco participe le 15 décembre 1953 à la fondation du syndicat national des psychologues psychanalystes, au domicile de Didier Anzieu, dont il prend la présidence tandis que Didier Anzieu en devient le secrétaire général.
En 1968, il reçoit le prix Auguste Furtado de l'Académie française pour Psychanalyse et Éducation.

## Publications
- Les Étrangers en France : leur rôle dans la vie économique, Paris, Armand Colin, 1932.
- Remarques sur le mouvement de la population en France depuis le début du XIXème siècle, dans les Annales de Géographie, 1935, pp 371-384.
- De l'inconscient à l'âme enfantine, Paris, Psyché, 1948.
- Éducation de la sensibilité chez l'enfant, Paris, Éditions familiales de France, 1948.
- Avec Maurice Grandazzi, La démographie à l'école : manuel à l'usage des maîtres, Paris, Alliance nationale, 1948.
- L'inadaptation scolaire et sociale et ses remèdes, Paris, Bourrelier, 1959.
- L'éducation affective et caractérielle de l'enfant, Paris, Armand Colin, 1968.
- L'inconscient et la psychologie de l'enfance, Paris, Puf, 1970.
- La Paternité, Paris, Éditions Universitaires, 1971.
- Les Célibataires, Paris, Aubier Montaigne, 1973.
- L'évolution de la psychopédagogie, Toulouse, Privat, 1975.
- Les étrangers en France et le problème du racisme, Paris, La pensée universelle, 1977.
- Le meurtre d'un enfant et l'angoisse du schizophrène et de l'homosexuel, Paris, Puf, 1979.
- Vécu 1899-1982, Paris, Émile Paul, 1982.
- Psychanalyse et éducation, Paris, Flammarion, 1993.